# Апостольский викариат Айсена
Апостольский викариат Айсена (лат. Apostolicus Vicariatus Aysenensis) — апостольский викариат Римско-Католической церкви с центром в городе Койайке, Чили. Юрисдикция апостольского викариата Айсена распространяется на южную и центральную части провинции Палаван. Кафедральным собором апостольского викариата айсена является церковь святой Терезы.

## История
17 февраля 1940 года Римский папа Пий XII издал буллу Alteris Nostris, которой учредил апостольскую префектуру Айсена, выделив её из епархии Сан-Карлос-де-Анкуда. Руководство апостольской префектурой было поручено монахам из монашеского ордена сервитов.
8 мая 1955 года Римский папа Пий XII издал буллу In amplitudinem , которой преобразовал апостольскую префектуру Айсена в апостольский викариат.

## Ординарии апостольского викариата
- епископ Antonio María Michelato Danese (1940 — 1958);
- епископ Cesar Gerardo Maria Vielmo Guerra (1959 — 1963);
- епископ Savino Bernardo Maria Cazzaro Bertollo (1963 — 1988);
- епископ Aldo Lazzarín Stella (1989 — 1998);
- епископ Luigi Infanti della Mora (1999 — по настоящее время).

## Источник
- Annuario Pontificio, Libreria Editrice Vaticana, Città del Vaticano, 2003, ISBN 88-209-7422-3
- Булла Alteris Nostris, AAS 32 (1940), стр. 470
- Булла In amplitudinem, AAS 47 (1955), стр. 659  (лат.)